# 浅見道西
浅見 道西（あさみ どうせい）は、戦国時代から安土桃山時代にかけての武将。実名は不明。浅井氏の家臣。

## 来歴
浅見氏は近江国の国人、浅井氏と共に近江守護・京極氏の被官であったが、浅井氏の台頭以降はその勢力下に組み込まれた。山本山城の浅見氏の一族であろうとされているが関係は不明。
父・浅見対馬守貞則は浅井亮政と共に京極高清の嫡男・高延を後継者に推し高清と対立。貞則と亮政は主君・高清や次男・高吉、高吉を推す上坂信光を尾張国へと追放した。道西は天正元年（1573年）の浅井氏滅亡時（小谷城の戦い）、織田氏に通じて離反するが所領を没収された。後に柴田勝家に仕え、賤ヶ岳の戦いにも参加している。